# Beryllium
Beryllium (chemická značka Be, latinsky Beryllium) někdy také berylium, je nejlehčím z řady kovů alkalických zemin, tvrdý, šedý kov o značně vysoké teplotě tání. Velmi dobře propouští rentgenové záření a ionizující záření gama. Beryllium a jeho soli jsou mimořádně toxické.

## Základní fyzikálně-chemické vlastnosti

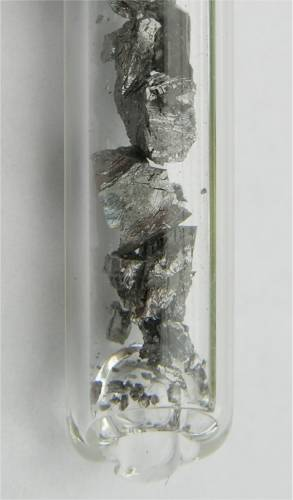
Kovové beryllium

Beryllium je tvrdý (rýpe do skla), křehký (za normální teploty) a poměrně těžce tavitelný kov. Za červeného žáru je beryllium tažné. Vede špatně elektrický proud a teplo. Je supravodičem I. typu za teplot pod 0,26 K. Práškovité beryllium vyvolává kožní ekzémy a poškozuje dýchací cesty. Elementární kovové beryllium lze dlouhodobě uchovávat např. překryté vrstvou alifatických uhlovodíků jako petrolej nebo nafta, s kterými nereaguje.
Beryllium je na suchém vzduchu stabilní (nereaguje s kyslíkem za pokojové teploty). S vodou reaguje pouze na povrchu a pokrývá se tenkou vrstvou oxidu berylnatého, oxidace dále za normální teploty neprobíhá. V přírodě se setkáváme pouze se sloučeninami.
Kovové beryllium se za normální teploty nerozpouští v kyselině dusičné (ve zředěné kyselině se pouze pasivuje), za vyšší teploty se oxiduje velmi živě. S ostatními kyselinami se beryllium slučuje už za normální teploty. Beryllium se také rozpouští v roztocích hydroxidů. Se zředěnými roztoky hydroxidů reaguje teprve za tepla a s koncentrovanými již za pokojové teploty.
Beryllium je nejlehčí prvek s jediným stabilním izotopem, a to 9Be.

## Historický vývoj
Beryllium v roce 1798 objevil francouzský chemik Louis Nicolas Vauquelin jako součást minerálu berylu a ve smaragdech, které mají stejné struktury (smaragd obsahuje pouze o 2 % více chromu) (je zajímavé, že k závěru, že beryl a smaragd jsou podobné, dospěl přibližně 2000 let před objevem tohoto prvku i Plinius starší).
Při objevu beryllia nebylo jasné jeho oxidační číslo a relativní atomová hmotnost – uvažovalo se Be2+ o hmotnosti 9,4 nebo Be3+ o hmotnosti 14,1. Tuto nejasnost objasnil o 70 let později teprve Dmitrij Ivanovič Mendělejev na základě svého periodického zákona. Podle něj nemá trojmocný prvek s relativní atomovou hmotností okolo 14 v blízkosti dusíku v periodické tabulce prvků místo, ale dvojmocný prvek s relativní atomovou hmotností okolo 9 by dokonale zaplnil mezeru mezi lithiem a borem.
Tento kov se v mnohých vlastnostech podobal hliníku, ale nebyl schopný tvořit kamence (podvojné sloučeniny, které se ve středověku používaly k barvení látek). Kov dostal ve Francii název glucinium, který upomíná na sladkou chuť berylnatých solí (všechny berylnaté soli jsou prudce jedovaté).
Kovové beryllium bylo poprvé připraveno roku 1828 nezávisle dvěma vědci. Friedrich Wöhler i Antoine Bussy provedli nezávisle na sobě redukcí chloridu berylnatého kovovým draslíkem. Příprava čistého beryllia se povedla teprve roku 1898 Lebeauovi, který elektrolyzoval taveninu fluoridu berylnatého s fluoridem sodným.

## Výskyt v přírodě

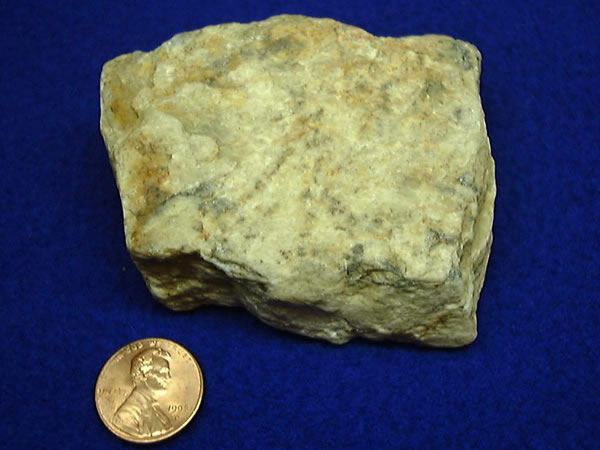
Ruda beryllia

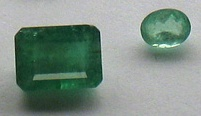
Vybroušený smaragd

Díky jeho poměrně velké reaktivitě se v přírodě setkáváme pouze se sloučeninami beryllia. Ve všech svých sloučeninách se vyskytuje pouze v mocenství Be2+. Kromě berylnatých solí vytváří beryllium i komplexy [BeO2]2− a [Be(OH)4]2−.
V zemské kůře je beryllium obsaženo v množství 3–10 mg/kg, mořská voda vykazuje mimořádně nízký obsah beryllia – přibližně 0,6 ppt Be (nanogram/litr) – a ve výskytu se řadí na stejnou úroveň jako cín, europium nebo arsen. Ve vesmíru patří beryllium přes svoji velmi nízkou atomovou hmotnost mezi poměrně vzácné prvky – na jeden jeho atom připadá přibližně 4,5 miliardy atomů vodíku.
Nejdůležitějším minerálem s obsahem beryllia je aluminosilikát beryl Be3Al2(SiO3)6. Mineralogie zná mnoho různých odrůd berylu, z nichž nejznámější jsou jistě drahé kameny zelený smaragd a modrý akvamarín (beryl je součástí koruny britské královny). Z dalších minerálů s větším obsahem beryllia lze uvést například chryzoberyl Al2[BeO4], bromellit BeO, herderit CaBe(F,OH)PO4, euklas BeAlSiO4(OH), fenakit Be2[SiO4] a gadolinit Y2Fe2+Be2Si2O10. Další vzácné minerály beryllia jsou například helvín (Fe,Mn)4[Be3Si3O12]S, danalit [Fe,Zn]4[Be3Si3O12]S, leukofán CaNaBe(Si2O6)F, melinofan (Ca,Na)2Be(Si,Al)2(O,F)7, trimerit MnBeSiO4 a bertrandit Be8[Si2O6]·[SiO4]2(OH)4.
Beryl je lehce získatelný, protože tvoří povrchová ložiska a těží se v Brazílii, Severní Americe, Africe, Indii, Anglii, Norsku, Španělsku a na Urale. V České republice se beryl vyskytuje v těžitelném množství na Šumavě. Zásoby beryllia jsou odhadovány na 4×106 tun.

## Výroba
Beryllium se získává pražením berylu s hexafluorokřemičitanem sodným při teplotě 700 až 750 °C, vyloužením rozpustného fluoridu vodou a následným srážením hydroxidem sodným při pH asi 12. Beryllium se nejčastěji připravuje redukcí fluoridu berylnatého hořčíkem při teplotě okolo 1300 °C.
Druhá nejčastější průmyslová výroba kovového beryllia probíhá elektrolýzou směsi roztaveného chloridu berylnatého a sodného na rtuťové katodě v ochranné atmosféře plynného argonu.
Beryllium lze připravit také elektrolýzou taveniny směsi fluoridu berylnatosodného NaBeF3 a trifluoroberylnatanu barnatého Ba[BeF3]2. Malé množství beryllia se dá také připravit rozkladem azidu berylnatého Be2N6

## Využití

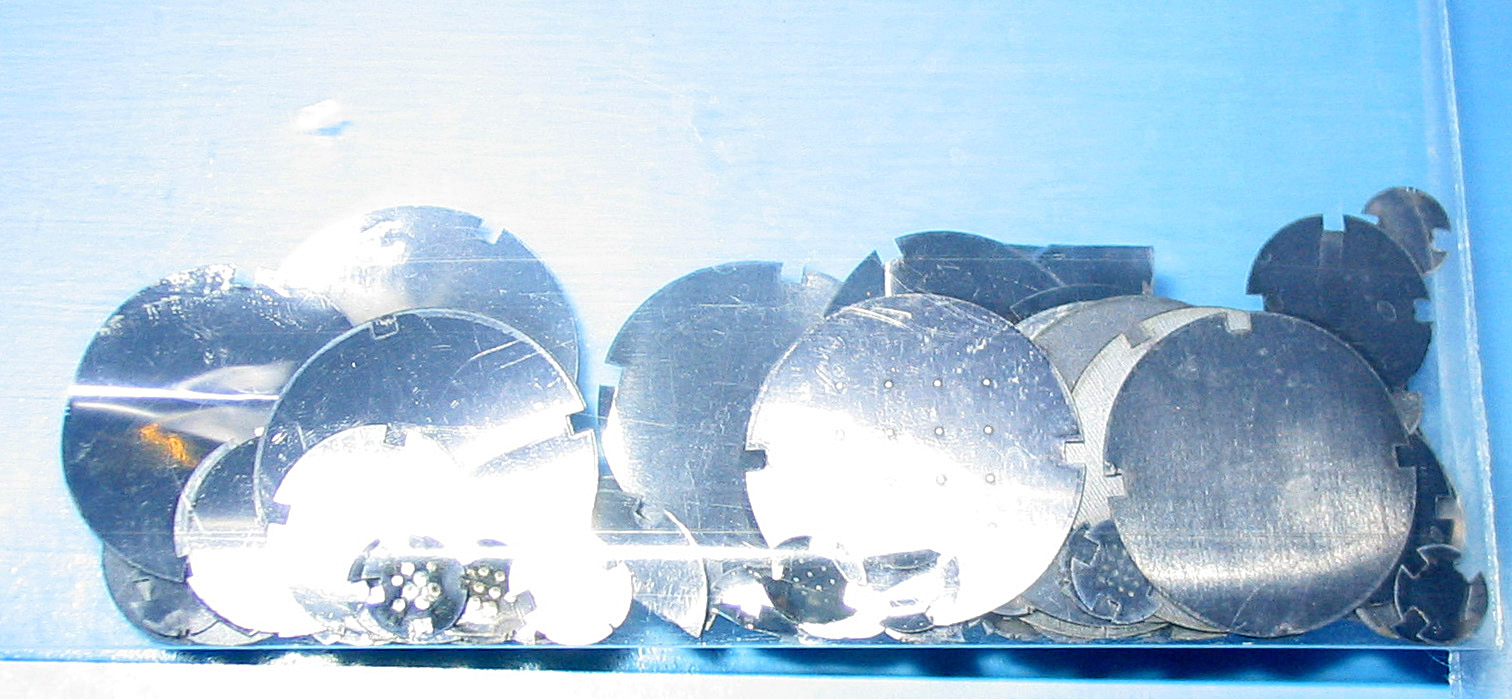
Plíšky beryllia

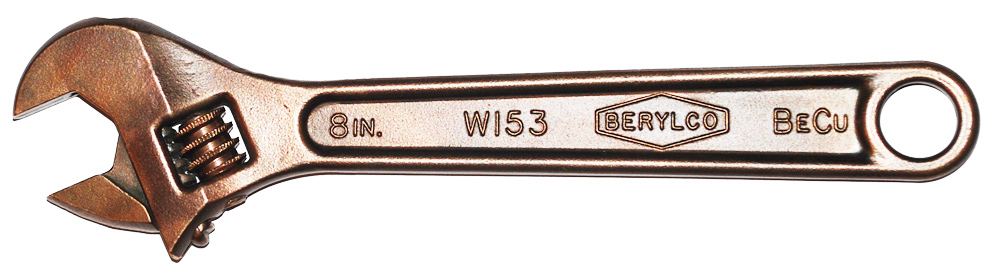
Nastavitelný klíč ze slitiny beryllia

Minerály beryllia se využívají ve šperkařství jako drahokamy a polodrahokamy. Nejznámější a největší drahokamy berylu jsou usazeny v anglické koruně.
Mimořádně důležitou vlastností kovového beryllia je jeho velmi vysoká propustnost pro rentgenové záření a nízkoenergetické neutrony. Proto je cenným materiálem především v jaderné energetice, kde slouží v jaderných reaktorech ke konstrukci neutronových zrcadel a je součástí moderátorových tyčí.
Vysoká propustnost pro rentgenové záření se úspěšně využívá jak při kontrole provozu jaderných reaktorů, tak především při konstrukci rentgenových analyzátorů kovů. Vzorek analyzovaného materiálu je přitom umístěn tak, aby jej od zdroje rentgenového záření oddělovalo okénko z čistého beryllia o síle pouze několika mikrometrů. Tím se dosahuje maximálního průchodu všech vysoce energetických fotonů použitého rentgenova záření a silně tak roste citlivost analýzy.
V metalurgii jsou slitiny beryllia především s mědí ceněny především pro svoji vysokou tvrdost, pevnost a zároveň dobrou elektrickou a tepelnou vodivost (např. Cu + 2 % Be = beryliový bronz, který se vyrovná nejkvalitnější nemagnetické oceli).
Slitiny se používají často v elektronice pro výrobu odolných elektrických kontaktů nebo speciálních elektrod pro obloukové svařování. Nízká hustota a vysoká pevnost slitin beryllia vede k jejich využití pro konstrukci součástí letadel a kosmických lodí. Speciální slitiny s mědí se používají na výrobu nejiskřivého ručního nářadí; kladiv ap. určených pro používání v provozech, ve kterých hrozí nebezpečí výbuchu.
Pro svou nízkou hmotnost (o třetinu nižší než hliník a o 60% než titan), vysokou tuhost a rychlost zvuku v tomto materiálu (vlastní rezonance membrány jsou v neslyšitelném spektru) se využívá pro konstrukci špičkových elektrodynamických vysokotónových reproduktorů.
Oxid berylnatý BeO se využívá na lisování žáruvzdorných kelímků, které odolávají teplotě nad 2000 °C. Je také katalyzátorem při výrobě některých organických látek.

## Sloučeniny

### Anorganické sloučeniny
- Hydrid berylnatý BeH2 je bílá tuhá látka, která se svými vlastnostmi velice podobá hydridu hlinitému. Vodou se rozkládá za vzniku vodíku a hydroxidu berylnatého a methanolem za vzniku vodíku a methanolátu berylnatého. Připravuje se reakcí chloridu berylnatého s hydridem lithným nebo dimethylberyllia s tetrahydridohlinitanem lithným.
- Oxid berylnatý BeO je bílý kyprý prášek, který je velmi obtížně rozpustný ve vodě. Žíháním s uhlíkem vzniká karbid berylnatý, který se svými vlastnostmi podobá karbidu hlinitému. Oxid berylnatý se připravuje žíháním hydroxidu berylnatého nebo i jiných berylnatých solí, které se teplem rozkládají.
- Hydroxid berylnatý Be(OH)2 je bílá práškovitá látka, která je ve vodě nerozpustná, ale rozpouští se v kyselinách na berylnaté soli a v hydroxidech na hydroxoberylnatany. Připravuje se srážením berylnatých solí roztoky alkalických hydroxidů.

#### Soli
Soli a sloučeniny beryllia se velmi podobají solím a sloučeninám hliníku. Většina berylnatých solí se ve vodě rozpouští a jen část se rozpouští hůře nebo vůbec, všechny soli mají bílou barvu (nebo jsou bezbarvé), pokud není anion soli barevný (manganistany, chromany). Berylnaté soli vytváří snadno podvojné soli i komplexy. Je to díky tomu, že má beryllium amfoterní povahu – reaguje s kyselinami za vzniku berylnatých solí Be2+ a s hydroxidy za vzniku komplexních anionů tetrahydroxyberylnatanových [Be(OH)4]2− a jejich zahříváním („rozkladem“) lze vytvořit berylnatanový anion BeO22−, tyto aniony jsou také bezbarvé. Berylnatany nemají praktické využití a ve vodném roztoku nejsou příliš stabilní.
- Fluorid berylnatý BeF2 je bezbarvá, rozpustná, silně hygroskopická krystalická látka. V roztoku velmi snadno tvoří podvojné soli. Připravuje se reakcí hydroxidu berylnatého s kyselinou fluorovodíkovou.
- Chlorid berylnatý BeCl2 je sněhobílá, rozpustná krystalická látka, která snadno taje (teplota tání 405 °C) a vypařuje se. Velmi ochotně vytváří adiční sloučeniny s organickými látkami. Připravuje se zahříváním beryllia v atmosféře chlorovodíku nebo chloru.
- Dusičnan berylnatý Be(NO3)2 je bezbarvá, rozpustná látka. Používal se ke zpevnění žárových těles v plynových svítidlech. Připravuje se podvojnou záměnou při reakci síranu berylnatého s dusičnanem barnatým nebo rozpouštěním hydroxidu berylnatého v kyselině dusičné.
- Uhličitan berylnatý BeCO3 je bílá práškovitá látka, která je nerozpustná ve vodě. Vzniká reakcí hydroxidu berylnatého s kyselinou uhličitou, nebo lépe srážením roztoku berylantých solí roztoky alkalických uhličitanů.
- Síran berylnatý BeSO4 je bílá krystalická látka, která se ve vodě nerozpouští. V roztoku velmi snadno tvoří s jinými sírany podvojné sloučeniny. Připravuje se reakcí hydroxidu berylnatého s kyselinou sírovou.

### Organické sloučeniny
Mezi organické sloučeniny beryllia patří zejména berylnaté soli organických kyselin a berylnaté alkoholáty. K dalším berylnatým sloučeninám patří nejrůznější organické komplexy berylnatých sloučenin. Zcela zvláštní skupinu organických berylnatých sloučenin tvoří organokovové sloučeniny.

## Zdravotní rizika

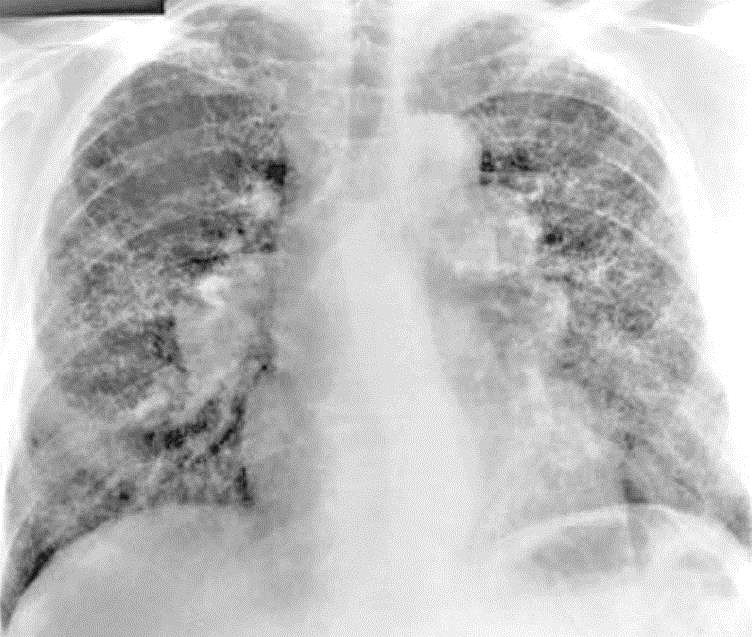
Projev chronické berylliózy na plicích

Beryllium a především jeho soli jsou ze zdravotního hlediska velmi rizikové. Jsou jak přímo toxické, tak potenciálně karcinogenní, tedy schopné vyvolat rakovinu nebo alespoň zvýšit riziko jejího výskytu. Vysoká toxicita beryllia je nejspíše způsobena jeho schopností vytěsnit hořčík z enzymů.
Při dlouhodobém vdechování zvýšeného množství aerosolu a mikroskopických částeček s obsahem beryllia vzniká plicní choroba – chronická beryllióza. Je známa již z první poloviny 20. století a prokazatelně postihuje pracovníky, kteří byli dlouhodobě vystaveni pobytu v prostředí s vysokým obsahem prachových částic na bázi beryllia. Jisté procento případů berylliózy obvykle bohužel přerůstá v plicní rakovinu.
Největší zdravotní riziko pro organismus ale představuje příjem berylnatých solí v potravě nebo pitné vodě. Zvýšený příjem solí beryllia způsobuje prokazatelně značné riziko vzniku rakovinného bujení. Z tohoto důvodu je beryllium považováno za jeden z velmi vážných rizikových faktorů a jeho výskyt v pitné vodě a potravinách je neustále monitorován, přičemž povolené limity koncentrací patří k nejnižším z běžně sledovaných prvků.